# Guettarda ekmanii
Guettarda ekmanii är en måreväxtart som beskrevs av Attila L. Borhidi. Guettarda ekmanii ingår i släktet Guettarda och familjen måreväxter. Inga underarter finns listade i Catalogue of Life.